# 4. Streichquartett (Beethoven)

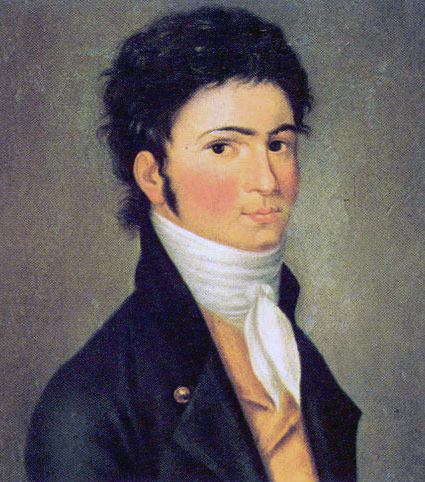
Beethoven-Porträt von Carl Traugott Riedel aus dem Jahr 1801.

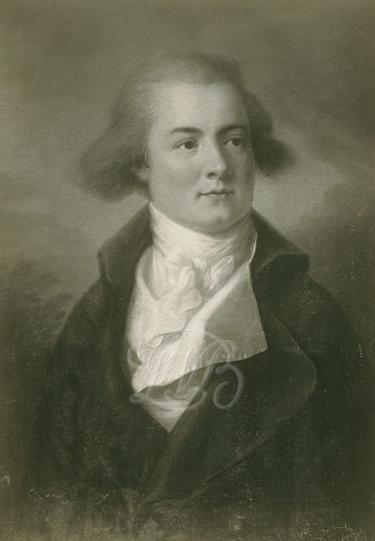
Franz Joseph Maximilian von Lobkowitz, Widmungsträger der Quartette op. 18, auf einem Ölgemälde von Friedrich Oelenhainz

Das Streichquartett Nr. 4 c-Moll Op. 18 Nr. 4 ist ein Streichquartett von Ludwig van Beethoven.

## Entstehung
Das Quartett entstand im Jahr 1799 entgegen der Nummerierung in der Opusnummer wahrscheinlich als vorletztes der sechs Quartette, die unter der Opusnummer 18 zusammengefasst und Fürst Franz Joseph Maximilian von Lobkowitz gewidmet wurden.
Die Nummerierung in der Opusnummer der Quartette op. 18 entspricht der Reihenfolge, in der die Quartette gedruckt wurden. Zwar ist die Entstehungsreihenfolge der Quartette op. 18 nicht eindeutig gesichert, da die Autographe verloren sind, sie lässt sich aber anhand der Skizzenbücher vermuten.
Im Falle des op. 18,4 führte das Fehlen von Entwürfen für dieses Quartett in Beethovens Skizzenbüchern zu der Vermutung, es sei bereits entstanden, als Beethoven noch in Bonn lebte. Möglich ist aber auch, das Beethoven Skizzen für dieses Quartett anfertigte, diese aber verloren gegangen sind.
Das Quartett wurde im Jahr 1801 veröffentlicht.

## Satzbezeichnungen
1. Allegro ma non tanto (c-Moll)
2. Scherzo. Andante scherzoso quasi Allegretto (C-Dur)
3. Menuetto. Allegretto (c-Moll)
4. Allegro – Prestissimo (c-Moll)

## Zur Musik

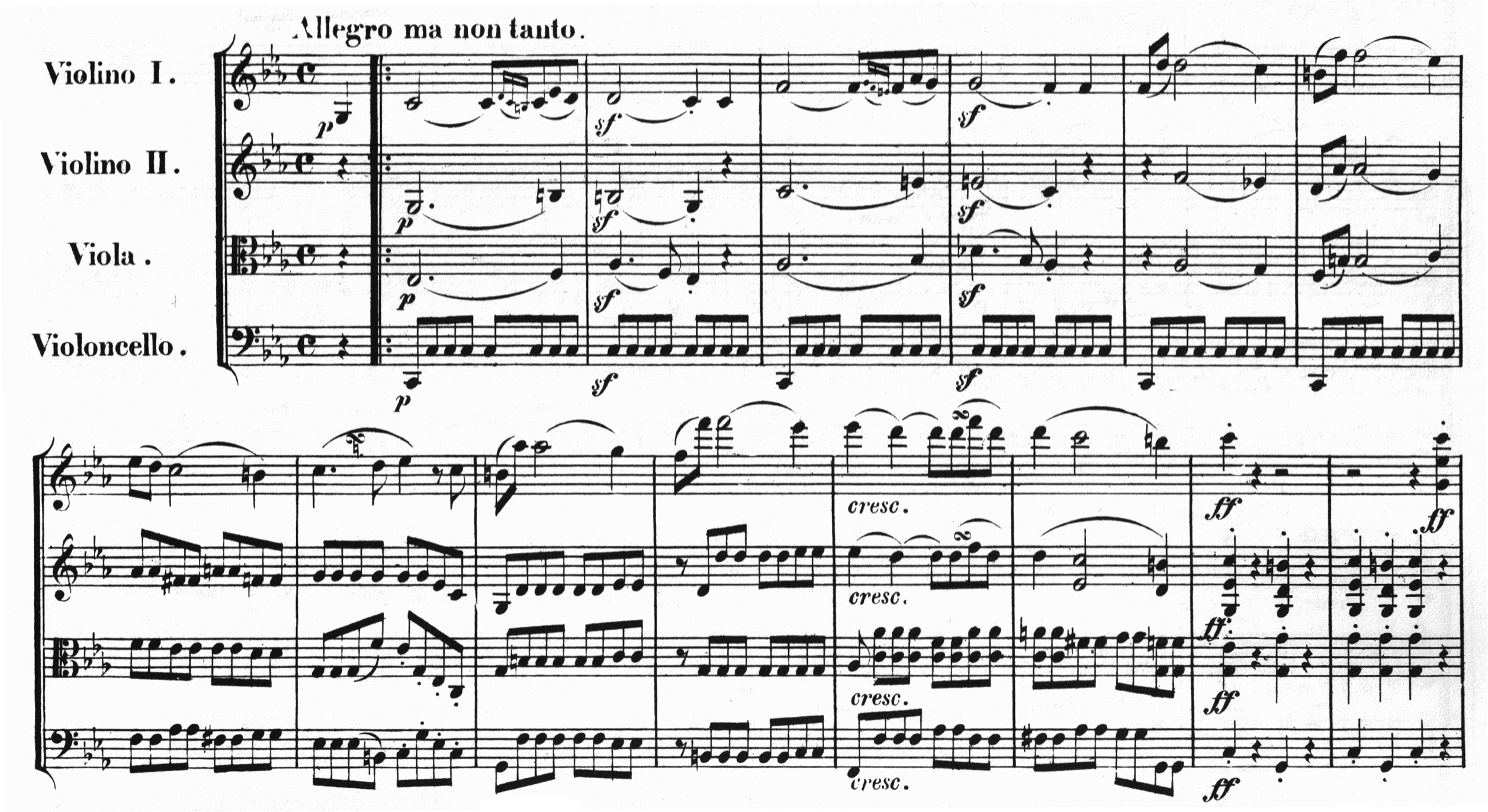
Die ersten Takte.

### Erster Satz
In einem dramatischen Duktus startet das 12 Takte lange Hauptthema des in Moll stehenden ersten Satzes beim kleinen g und durchläuft Doppelschläge und Intervallsprünge. Fortissimo-Akkorde leiten über zum thematisch verwandten Seitenthema der zweiten Violine in Es-Dur. Die Exposition ist geprägt von Kadenzfiguren der ersten Violine, einem dritten Thema (ebenfalls in Es-Dur) sowie einem diesem folgenden Pianissimoausklang. Die von den Tremolos in den Mittelstimmen und den beiden Dur-Themen geprägte Durchführung orientiert sich im Verlauf an der Exposition. In der Reprise werden die Akkordschläge verstärkt und die Überleitung verkürzt, bevor die Musik den Satz in düsterem c-Moll ausklingen lässt.
Der Satz weist Ähnlichkeiten zum ersten Satz von Beethovens Klaviersonate Nr. 8 in c-Moll op. 13, der „Pathétique“, auf, die Beethoven kurz vor der Komposition des Quartetts vollendet hatte. Nach Ansicht des Beethoven-Biographen Ernst Pichler könnte der Anfang dieses Satzes eine Paraphrase auf Beethovens auf Johann Wolfgang von Goethe basierende Liedkomposition Ich denke dein darstellen, die der Komponist Josephine Brunsvik, die als mögliche Adressatin von Beethovens Brief an die Unsterbliche Geliebte gilt, gewidmet hatte. Beethoven hatte Josephine Brunsvik und ihre Schwester Therese Brunsvik während der Komposition an den Quartetten op. 18 kennengelernt, ihnen Klavierunterricht gegeben und Gefühle für Josephine entwickelt.
Streng urteilte Hugo Riemann über diesen Satz: „Daß das Nicht-los-können von einem recht aufdringlichen Motiv den Satz in eine frühere Zeit zurückverweist, steht wohl außer Zweifel“, wohingegen Wilhelm von Lenz in diesem Satz „Ausfluß richtiger Empfindung und eines tiefen Gemüths“ sah.

### Zweiter Satz
Als Gegensatz zum ersten Satz in c-Moll ist der zweite Satz des Quartetts als Scherzoso angelegt, was an Beethovens Quartett Nr. 7 F-Dur op. 59,1 erinnert.
Das aus Achteln und Sechzehnteln bestehende Thema ist als Fugato angelegt. Einer Überleitung – ebenfalls als Fugato – folgt das Seitenthema. Dieses greift die Rhythmen des Hauptthemas auf und kombiniert ebenso wie die folgende Durchführung Fugatotechnik mit dem Sonatensatz. Zudem wechselt die Durchführung zwischen Dur und Moll und endet im Moll-Pianissimo. In der Reprise werden drei Themen fugiert, bis eine zunächst dramatisch einsetzende Coda den Satz dann doch heiter enden lässt.
Der Satz ähnelt dem langsamen zweiten Satz aus Beethovens im Jahre 1799 entstandener 1. Sinfonie in C-Dur op. 21.

### Dritter Satz
Der dritte Satz ist vermutlich an dem d-Moll-Quartett KV 421 und möglicherweise auch an der Sinfonie g-Moll KV 550 von Wolfgang Amadeus Mozart orientiert. Die zahlreichen Sforzati greifen die dramatische Stimmung des Kopfsatzes wieder auf. Im As-Dur-Trio werden in der ersten Violine Triolenketten repetiert. Im Jahr 1818 verlangte Beethoven für den ursprünglich mit „Allegretto“ betitelten Satz 84 Takte pro Minute, woran sich aber nur wenige Interpreten halten.

### Vierter Satz
Der vierte Satz ist als Rondo konzipiert und wird von variationslosen Wiederholungen bestimmt. Trotz des dahinströmenden kantablen Themas bleibt die Stimmung des Satzes erregt. Das Satzende ist von drei Triolenschlägen und einem Wechsel der Tonart von c-Moll nach C-Dur geprägt.
Ähnlich wie der erste Satz, weist der vierte Satz Ähnlichkeiten zum letzten Satz von Beethovens „Pathétique“ auf.

## Wirkung
Nach der Veröffentlichung der Quartette op. 18 meinte der Komponist Doležalek, ihm gefielen nur die Quartette op. 18,2 und op. 18,4, woraufhin Beethoven verächtlich antwortete: „Das ist ein rechter Dreck! Gut für das Scheißpublikum“.
Beethoven soll einmal eine Aufführung des Quartetts bereits nach wenigen Takten verlassen haben, weil ihm das Tempo nicht passte und er auch an dem Quartett keinen Gefallen finden konnte. Nach Beethovens eigener Einschätzung sei „natürliche Empfindung darin, aber wenig Kunst“.